# Come-Fogo
Come-Fogo é o clássico de futebol da cidade de Ribeirão Preto que envolve o Comercial e o Botafogo-SP.
Até 2013, pensava-se que o primeiro jogo entre as equipes havia sido disputado em 1924. A grande discrepância entre os anos de criação dos dois clubes, sendo o Comercial Futebol Clube – apelidado "Leão do Norte" – fundado em 1911 e o Botafogo Futebol Clube – "Pantera da Mogiana" – em 1918, e a data da primeira partida instigavam debates sobre o clássico.
Segundo o jornalista Igor Ramos, o primeiro confronto ocorreu em 1 de Agosto de 1920, no Estádio da Rua Tibiriçá, que pertencia ao Leão, resultando em uma goleada de 8 a 0 para o Comercial e, sendo que nessa primeira fase da história os duelos aconteceram até 1936.
Foram realizados 27 jogos entre 1920 e 1936, que é considerada como a fase amadora do confronto. À altura de 2025, a soma de todas partidas indica que o Botafogo possuí 64 vitórias; o delega 50 ao Comercial e constam 60 empates, tendo o Botafogo marcado 224 gols e o Comercial 213 gols.

## Etimologia
A origem do nome do clássico remonta a 9 de Novembro de 1954, quando o cronista esportivo Lúcio Mendes publicou no jornal Diário da Manhã que o jogo entre os dois principais times locais seria "um autêntico Come-Fogo!"

## Rivalidade na seleção brasileira
O Comercial já cedeu três jogadores à Seleção Brasileira de Futebol e o Botafogo, dois. Por outro lado, os dois jogadores botafoguenses têm soma maior de jogos (dez) que os comercialinos (nove). Os três do Comercial foram utilizados na Copa América de 1963: o meia titular Marco Antônio, que jogou sete vezes pelo Brasil, marcando um gol no 5-1 contra a Colômbia e outro na derrota por 4-5 para a anfitriã e campeã (pela única vez) Bolívia; o atacante Amaury, usado só na derrota por 0-3 para a Argentina; e o defensor Píter, usado só no 2-2 com o Equador.
Os jogadores do Botafogo foram Zé Mário, usado em 1977 duas vezes, em amistosos contra a Inglaterra (0-0) e a seleção paulista (pela qual curiosamente atuou o colega Sócrates no 1-1); e Raí, que jogou oito vezes dez anos depois, em 1987, contra a Escócia (2-0 pela Taça Stanley Rous, com gol dele), Finlândia (3-2 em amistoso), Israel (4-0 em amistoso), Equador (4-1 com gol dele em amistoso), Paraguai (1-0 em amistoso), Venezuela (5-0 pela Copa América de 1987), Chile (0-4 pela Copa América e 2-1 em amistoso) e Alemanha Ocidental (1-1 em amistoso).
Além deles, outro jogador da rivalidade esteve na seleção, ainda que não na principal e sim na olímpica: o atacante Mattar, que jogou três vezes em 1964: 3-0 na Argentina em amistoso e, já nos Olimpíadas de Roma, nos 4-0 na Coreia do Sul e no 0-1 para a Tchecoslováquia.

## Maior transação financeira de um atleta entre a dupla Come-Fogo
Muitos jogadores e técnicos defenderam as duas camisas no clássico de Ribeirão. Casos como o do goleiro Machado e do técnico Alfredinho, são exemplos de como profissionais do futebol estiveram envolvidos no Come-Fogo hora de um lado, hora de outro.
Mas, a maior transação financeira para aquisição de um atleta por uma das partes no Come-Fogo, aconteceu em 1957, ao valor de 400 mil Cruzeiros. O mais curioso, é que essa contratação aconteceu logo depois de uma enorme polêmica. Um ano antes dessa transação, em 15 de janeiro de 1956, um empate em 3 a 3 no clássico ficou marcado por acusações de ambas as partes sobre ilegalidades. O jogo virou folclore na cidade, e torcedores comercialinos e botafoguenses passaram décadas alimentando histórias sobre suborno e venda de resultado. Curiosamente, um dos envolvidos na polêmica foi o atacante do Comercial, Mairiporã, que foi acusado de ter se vendido a diretoria botafoguense por 20 mil Cruzeiros. O grande problema dessa acusação, é que Mairiporã foi o responsável por marcar os três gols do Comercial naquele jogo, ou seja, não haveria fundamento ele ter se vendido, se acabou fazendo os gols. Porém, um ano depois da partida, em 1957, as histórias e lendas sobre aquele jogo ganharam mais ênfase, tudo porque o Botafogo comprou Mairiporã do Comercial pela exorbitante e recordista quantia de 400 mil Cruzeiros, o que fez dessa, a maior transação financeira por um atleta entre os clubes, até hoje.

## 1977 - Seletiva da CBD para o Campeonato Brasileiro

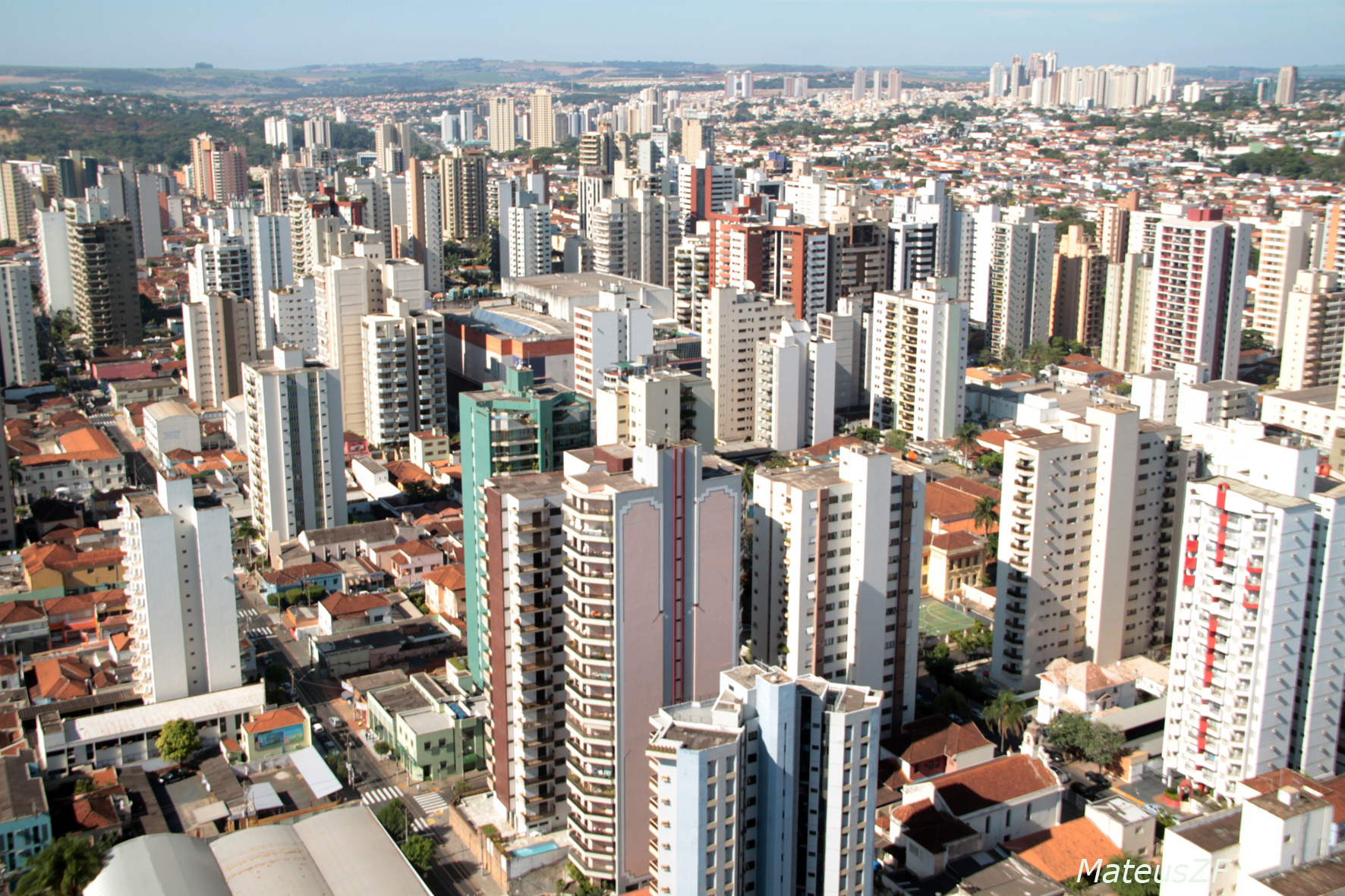
Ribeirão Preto, cidade sede da dupla Come-Fogo

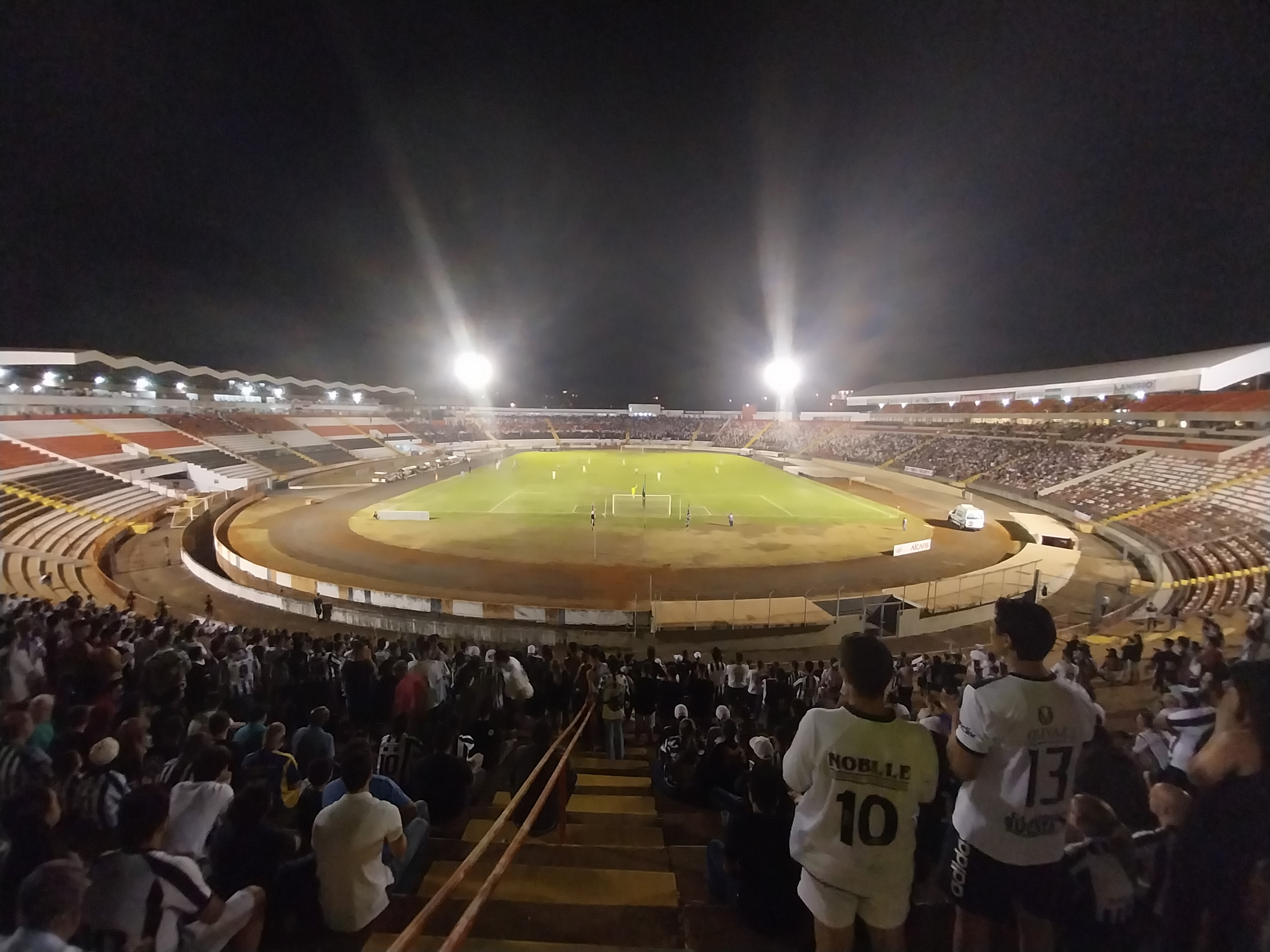
Come-Fogo de número 170

Na ocasião nenhuma das equipes de Ribeirão Preto disputava o Campeonato Brasileiro. A CBD decidiu então abrir apenas uma vaga para os dois times. Esta vaga seria então decidida entre a dupla Come-Fogo em 3 jogos. O time que obtivesse a melhor campanha se consagraria campeão e garantiria a vaga para o Brasileiro de 1978.
O Botafogo-SP estava em grande fase, contando em seu elenco campeão da Taça Cidade de São Paulo com craques como Sócrates e Zé Mario.
O 1° jogo ocorreu no Estádio Santa Cruz, do Botafogo, no dia 6 de outubro de 1977, com vitória da equipe comercialina por 1 a 0, num gol de contra-aque anotado pelo lateral direito Marco Antônio que venceu o goleiro Aguilera, aos 38 minutos do segundo tempo.
A 2ª partida ocorreu a 9 de outubro de 1977, em Palma Travassos, casa do alvinegro. Se o Comercial vencesse, garantiria a vaga e o título. A partida terminou em 1 a 1, com gols de Marciano e Celso Orlandim, adiando o título do Comercial por mais alguns dias.
A 3ª e decisiva partida se deu a 16 de outubro de 1977, novamente em Santa Cruz. O Comercial só precisaria de um empate para comemorar , já que havia vencido a primeira partida e empatado a segunda. Para o Botafogo restava apenas vencer para provocar uma disputa de penaltis. O clima era tenso como nos dois jogos anteriores. O Santa Cruz estava completamente lotado. Depois de um grande jogo, o placar de 1 a 1 (gols de Sócrates e Jader).O Comercial estava garantido na primeira divisão do Campeonato Brasileiro de 1978.
Mas no que ficou conhecido na década de 70 como "inchaço do Brasileirão", dias depois da vitória do Comercial, a CBD cedeu mais uma vaga para Ribeirão Preto, e o Botafogo teve o direito também de participar do Brasileiro de 1978 como vice dessa seletiva.
| “ | Nem Vasco e Flamengo e muito menos Santa Cruz e Sport chegam aos pés de um Come-Fogo. Isso eu garanto.                                     | ” |
|   | — Ferreira, ex-lateral do Comercial e Botafogo - Livro: "Come-Fogo Tradição e Rivalidade no Interior do Brasil", do jornalista Igor Ramos. |   |

## Volta do clássico a primeira divisão do Paulistão
Em 28 de janeiro de 2012, as duas equipes voltaram a se enfrentar pelo Paulistão - Série A1 depois de 26 anos. O clássico voltou com tudo e o Comercial de virada venceu o Botafogo por 2 a 1 em pleno Santa Cruz.

## Eto'o no Come-Fogo
No dia 22 de dezembro de 2015, o camaronês Samuel Eto'o jogou um Come-Fogo amistoso organizado pela rede social Twitter e pela emissora ESPN. No clássico, disputado pelas equipes Sub-20 de Comercial e Botafogo, reforçadas por grandes ídolos dos dois clubes, Eto'o atuou 40 minutos pelo Comercial e marcou um gol, e depois atuou 50 minutos pelo Botafogo, marcando dois gols. O jogo, que aconteceu no Estádio Santa Cruz, terminou empatado em 3 a 3.
Além de Eto'o, os ex-jogadores Raí, Marco Antônio Boiadeiro e Lucas atuaram pelo Botafogo, enquanto Mauricinho, Vagner Mancini, e Acleison atuaram pelo Comercial.
Apesar da festa, o jogo não entra para as estatísticas, pois não foi um Come-Fogo dos times profissionais.
| “ | O Come-Fogo foi marcante para mim desde a época do juvenil. Lembro de um jogo onde marquei o gol da vitória e à noite passou na televisão. Era um gol de um jogo juvenil e foi o primeiro meu que passou na tv. No profissional uma vez sugeriram que o empate seria bom para os dois. Mas nem de longe o jogo foi a marmelada que alguns sugeriram. Acabou sendo um empate por 0 a 0, mas daqueles pegados com muita disputa. | ” |
|   | — Raí, ex-meia do Botafogo - Livro: "Come-Fogo Tradição e Rivalidade no Interior do Brasil", do jornalista Igor Ramos. |   |

## Estatísticas
A pesquisa mais completa e atualizada até aqui envolvendo o clássico Come-Fogo é do jornalista Igor Ramos (da Revista Lance), publicada em 2011. Este jornalista esportivo, que já havia atuado no jornal A Cidade de Ribeirão Preto, é autor de dois livros, ambos os mais importantes sobre as histórias respectivamente do Botafogo (publicado por ocasião dos 90 anos em 2008) e do Comercial (comemorativo ao centenário em 2011).
- Total geral de clássicos: 175[10][11]
- Vitórias do Botafogo: 64
- Empates: 60
- Vitórias do Comercial: 51
- Gols do Botafogo: 224
- Gols do Comercial: 215
- Maior vitória do Botafogo: 5 a 0 em 1955
- Maior vitória do Comercial: 8 a 0 em 1920 e 5 a 0 em 1966
- Maior invencibilidade do Botafogo: 13 de novembro de 1966 a 6 de fevereiro de 1972, 17 jogos
- Maior invencibilidade do Comercial: 1 de agosto de 1920 a 16 de agosto de 1931, 12 jogos
- Maior artilheiro do Botafogo: Geraldão, 8 gols
- Maior artilheiro do Comercial: Paulo Bin e Jair Bala, 7 gols
- Gol mais rápido: Jairzinho (Botafogo), a 1 minuto do primeiro tempo, no dia 26 de fevereiro de 1967
- Jogador que mais atuou pelo Botafogo: Manoel, 30 jogos
- Jogadores que mais atuaram pelo Comercial: Paulo Bin e Piter, 23 jogos
- Goleiro que mais atuou: Machado, 18 jogos (Botafogo, 16) e (Comercial, 2)
- Treinador que mais trabalhou: Alfredinho, 29 jogos (Comercial, 21) e (Botafogo, 8)
- Árbitro com mais participações: Dulcídio Wanderley Boschilia, 12 jogos
- Maior público no Estádio Santa Cruz: 36.369 (31.369 pagantes), Botafogo 1 a 0, 1º de maio de 1977
- Maior público no Estádio Palma Travassos: 27.144 (24.253 pagantes), 0 a 0, 23 de abril de 1978
- Primeira partida: Comercial 8 x 0 Botafogo, em 01 de agosto de 1920, no Estádio da Rua Tibiriça
- Última partida: Botafogo 0 x 2 Comercial, 06 de agosto de 2025, no Arena Nicnet

### Os cinco maiores públicos
| Nº | Público Total | Público Pagante | Estádio         | Data                | Competição       |
| -- | ------------- | --------------- | --------------- | ------------------- | ---------------- |
| 1  | 36 369        | 31 369          | Santa Cruz      | 01 de maio de 1977  | Paulistão 1977   |
| 2  | 27 144        | 24 253          | Palma Travassos | 23 de abril de 1978 | Brasileirão 1978 |
| 3  | 24 479        | 21 760          | Palma Travassos | 17 de julho de 1977 | Paulistão 1977   |
| 4  | 24 113        | 23 742          | Santa Cruz      | 19 de junho de 1980 | Paulistão 1980   |
| 5  | 23 315        | 21 229          | Santa Cruz      | 21 de julho de 1985 | Paulistão 1985   |

### Todos os clássicos disputados
| #   | Data                    | Estádio                 | Comercial | x | Botafogo | Campeonato                                      | C  | E  | B  |
| --- | ----------------------- | ----------------------- | --------- | - | -------- | ----------------------------------------------- | -- | -- | -- |
| 1   | 1 de agosto de 1920     | Estádio da Rua Tibiriçá | 8         | x | 0        | Amistoso                                        | 1  | 0  | 0  |
| 2   | 7 de dezembro de 1924   | Estádio da Rua Tibiriçá | 2         | x | 1        | Amistoso                                        | 2  | 0  | 0  |
| 3   | 24 de maio de 1925      | Estádio da Rua Tibiriçá | 6         | x | 3        | Campeonato do Interior                          | 3  | 0  | 0  |
| 4   | 12 de outubro de 1925   | Estádio da Rua Tibiriçá | 6         | x | 3        | Campeonato do Interior                          | 4  | 0  | 0  |
| 5   | 21 de novembro de 1926  | Estádio da Rua Tibiriçá | 5         | x | 1        | Campeonato do Interior                          | 5  | 0  | 0  |
| 6   | 6 de fevereiro de 1927  | Estádio da Rua Tibiriçá | 5         | x | 1        | Campeonato do Interior                          | 6  | 0  | 0  |
| 7   | 11 de julho de 1927     | Estádio da Rua Tibiriçá | 1         | x | 0        | Taça APEA                                       | 7  | 0  | 0  |
| 8   | 29 de setembro de 1929  | Estádio da Rua Tibiriçá | 1         | x | 1        | Amistoso                                        | 7  | 1  | 0  |
| 9   | 30 de novembro de 1930  | Estádio da Rua Tibiriçá | 3         | x | 0        | Amistoso                                        | 8  | 1  | 0  |
| 10  | 1 de março de 1931      | Estádio Luís Pereira    | 1         | x | 1        | Amistoso                                        | 8  | 2  | 0  |
| 11  | 5 de julho de 1931      | Estádio da Rua Tibiriçá | 3         | x | 1        | Amistoso                                        | 9  | 2  | 0  |
| 12  | 16 de agosto de 1931    | Estádio Luís Pereira    | 1         | x | 0        | Amistoso                                        | 10 | 2  | 0  |
| 13  | 25 de outubro de 1931   | Estádio da Rua Tibiriçá | 0         | x | 1        | Torneio Início Campeonato Interior              | 10 | 2  | 1  |
| 14  | 22 de novembro de 1931  | Estádio Luís Pereira    | 3         | x | 2        | Campeonato do Interior                          | 11 | 2  | 1  |
| 15  | 24 de janeiro de 1932   | Estádio da Rua Tibiriçá | 1         | x | 3        | Campeonato do Interior                          | 11 | 2  | 2  |
| 16  | 20 de novembro de 1932  | Estádio da Rua Tibiriçá | 2         | x | 1        | Amistoto                                        | 12 | 2  | 2  |
| 17  | 27 de novembro de 1932  | Estádio Luís Pereira    | 4         | x | 2        | Amistoso                                        | 13 | 2  | 2  |
| 18  | 12 de fevereiro de 1933 | Estádio da Rua Tibiriçá | 1         | x | 0        | Torneio Diário da Manhã                         | 14 | 2  | 2  |
| 19  | 3 de setembro de 1933   | Estádio da Rua Tibiriçá | 1         | x | 1        | Taça Sudan                                      | 14 | 3  | 2  |
| 20  | 17 de setembro de 1933  | Estádio Luís Pereira    | 0         | x | 1        | Taça Sudan                                      | 14 | 3  | 3  |
| 21  | 10 de dezembro de 1933  | Estádio da Rua Tibiriçá | 1         | x | 0        | Taça Sudan                                      | 15 | 3  | 3  |
| 22  | 24 de dezembro de 1933  | Estádio da Rua Tibiriçá | 0         | x | 2        | Taça Sudan                                      | 15 | 3  | 4  |
| 23  | 1 de maio de 1935       | Estádio da Rua Tibiriçá | 1         | x | 0        | Torneio Início da Liga Regional                 | 16 | 3  | 4  |
| 24  | 5 de maio de 1935       | Estádio da Rua Tibiriçá | 4         | x | 3        | Taça Dunlop                                     | 17 | 3  | 4  |
| 25  | 12 de maio de 1935      | Estádio Luís Pereira    | 1         | x | 2        | Taça Dunlop                                     | 17 | 3  | 5  |
| 26  | 22 de março de 1936     | Estádio da Rua Tibiriçá | 3         | x | 1        | Amistoso                                        | 18 | 3  | 5  |
| 27  | 29 de março de 1936     | Estádio Luís Pereira    | 2         | x | 2        | Amistoso                                        | 18 | 4  | 5  |
| 28  | 19 de dezembro de 1954  | Estádio Luís Pereira    | 1         | x | 1        | Campeonato Paulista – Divisão de Acesso         | 18 | 5  | 5  |
| 29  | 27 de março de 1955     | Estádio Costa Coelho    | 2         | x | 1        | Campeonato Paulista – Divisão de Acesso         | 19 | 5  | 5  |
| 30  | 17 de maio de 1955      | Estádio Luís Pereira    | 0         | x | 5        | Campeonato Paulista – Divisão de Acesso         | 19 | 5  | 6  |
| 31  | 12 de junho de 1955     | Estádio Costa Coelho    | 2         | x | 1        | Campeonato Paulista – Divisão de Acesso         | 20 | 5  | 6  |
| 32  | 13 de novembro de 1955  | Estádio Luís Pereira    | 2         | x | 4        | Campeonato Paulista – Divisão de Acesso         | 20 | 5  | 7  |
| 33  | 18 de dezembro de 1955  | Estádio Costa Coelho    | 2         | x | 1        | Campeonato Paulista – Divisão de Acesso         | 21 | 5  | 7  |
| 34  | 15 de janeiro de 1956   | Estádio Costa Coelho    | 3         | x | 3        | Campeonato Paulista – Divisão de Acesso         | 21 | 6  | 7  |
| 35  | 11 de março de 1956     | Estádio Luís Pereira    | 1         | x | 2        | Campeonato Paulista – Divisão de Acesso         | 21 | 6  | 8  |
| 36  | 24 de junho de 1956     | Estádio Costa Coelho    | 2         | x | 2        | Taça Centenário de Ribeirão Preto               | 21 | 7  | 8  |
| 37  | 1 de julho de 1956      | Estádio Luís Pereira    | 0         | x | 1        | Taça Centenário de Ribeirão Preto               | 21 | 7  | 9  |
| 38  | 15 de julho de 1956     | Estádio Luís Pereira    | 2         | x | 4        | Taça Centenário de Ribeirão Preto               | 21 | 7  | 10 |
| 39  | 11 de janeiro de 1959   | Estádio Costa Coelho    | 0         | x | 1        | Amistoso                                        | 21 | 7  | 11 |
| 40  | 14 de janeiro de 1959   | Estádio Luís Pereira    | 3         | x | 1        | Amistoso                                        | 22 | 7  | 11 |
| 41  | 4 de fevereiro de 1959  | Estádio Luís Pereira    | 0         | x | 2        | Amistoso                                        | 22 | 7  | 12 |
| 42  | 16 de setembro de 1959  | Estádio Luís Pereira    | 1         | x | 1        | Paulista A1                                     | 22 | 8  | 12 |
| 43  | 18 de outubro de 1959   | Estádio Costa Coelho    | 0         | x | 1        | Paulista A1                                     | 22 | 8  | 13 |
| 44  | 17 de julho de 1960     | Estádio Luís Pereira    | 2         | x | 5        | Paulista A1                                     | 22 | 8  | 14 |
| 45  | 2 de outubro de 1960    | Estádio Costa Coelho    | 3         | x | 3        | Paulista A1                                     | 22 | 9  | 14 |
| 46  | 17 de setembro de 1961  | Estádio Costa Coelho    | 1         | x | 2        | Paulista A1                                     | 22 | 9  | 15 |
| 47  | 8 de novembro de 1961   | Estádio Luís Pereira    | 0         | x | 0        | Paulista A1                                     | 22 | 10 | 15 |
| 48  | 29 de julho de 1962     | Estádio Luís Pereira    | 1         | x | 2        | Paulista A1                                     | 22 | 10 | 16 |
| 49  | 2 de dezembro de 1962   | Estádio Costa Coelho    | 4         | x | 2        | Amistoso                                        | 23 | 10 | 16 |
| 50  | 23 de junho de 1963     | Estádio Costa Coelho    | 2         | x | 2        | Paulista A1                                     | 23 | 11 | 16 |
| 51  | 17 de dezembro de 1963  | Estádio Luís Pereira    | 0         | x | 1        | Paulista A1                                     | 23 | 11 | 17 |
| 52  | 16 de agosto de 1964    | Estádio Luís Pereira    | 0         | x | 0        | Paulista A1                                     | 23 | 12 | 17 |
| 53  | 1 de novembro de 1964   | Estádio Palma Travassos | 2         | x | 2        | Paulista A1                                     | 23 | 13 | 17 |
| 54  | 21 de março de 1965     | Estádio Pedro Ludovico  | 1         | x | 1        | Amistoso - Quadrangular Cidade de Goiânia       | 23 | 14 | 17 |
| 55  | 12 de setembro de 1965  | Estádio Luís Pereira    | 2         | x | 0        | Paulista A1                                     | 24 | 14 | 17 |
| 56  | 5 de dezembro de 1965   | Estádio Palma Travassos | 0         | x | 0        | Paulista A1                                     | 24 | 15 | 17 |
| 57  | 9 de abril de 1966      | Estádio Palma Travassos | 1         | x | 1        | Torneio João Mendonça Falcão                    | 24 | 16 | 17 |
| 58  | 29 de maio de 1966      | Estádio Luís Pereira    | 2         | x | 0        | Torneio João Mendonça Falcão                    | 25 | 16 | 17 |
| 59  | 28 de agosto de 1966    | Estádio Palma Travassos | 5         | x | 0        | Paulista A1                                     | 26 | 16 | 17 |
| 60  | 13 de novembro de 1966  | Estádio Luís Pereira    | 2         | x | 2        | Paulista A1                                     | 26 | 17 | 17 |
| 61  | 26 de fevereiro de 1967 | Estádio Palma Travassos | 2         | x | 3        | Quadrangular Ribeirão Preto                     | 26 | 17 | 18 |
| 62  | 16 de agosto de 1967    | Estádio Palma Travassos | 1         | x | 3        | Paulista A1                                     | 26 | 17 | 19 |
| 63  | 1 de outubro de 1967    | Estádio Luís Pereira    | 0         | x | 2        | Paulista A1                                     | 26 | 17 | 20 |
| 64  | 24 de março de 1968     | Estádio Santa Cruz      | 1         | x | 1        | Paulista A1                                     | 26 | 18 | 20 |
| 65  | 26 de maio de 1968      | Estádio Palma Travassos | 1         | x | 2        | Paulista A1                                     | 26 | 18 | 21 |
| 66  | 27 de julho de 1969     | Estádio Santa Cruz      | 1         | x | 2        | Taça Ribanco                                    | 26 | 18 | 22 |
| 67  | 10 de agosto de 1969    | Estádio Palma Travassos | 0         | x | 1        | Taça Ribanco                                    | 26 | 18 | 23 |
| 68  | 12 de outubro de 1969   | Estádio Santa Cruz      | 0         | x | 1        | Torneio José Ermírio de Moraes                  | 26 | 18 | 24 |
| 69  | 30 de novembro de 1969  | Estádio Palma Travassos | 1         | x | 3        | Torneio José Ermírio de Moraes                  | 26 | 18 | 25 |
| 70  | 28 de janeiro de 1970   | Estádio Palma Travassos | 0         | x | 2        | Paulista A1                                     | 26 | 18 | 26 |
| 71  | 5 de abril de 1970      | Estádio Santa Cruz      | 1         | x | 1        | Taça Marechal Castelo Branco                    | 26 | 19 | 26 |
| 72  | 11 de outubro de 1970   | Estádio Santa Cruz      | 2         | x | 3        | Paulista A1                                     | 26 | 19 | 27 |
| 73  | 25 de novembro de 1970  | Estádio Palma Travassos | 1         | x | 1        | Paulista A1                                     | 26 | 20 | 27 |
| 74  | 19 de setembro de 1971  | Estádio Palma Travassos | 0         | x | 0        | Paulista A1                                     | 26 | 21 | 27 |
| 75  | 21 de novembro de 1971  | Estádio Santa Cruz      | 0         | x | 0        | Paulista A1                                     | 26 | 22 | 27 |
| 76  | 6 de fevereiro de 1972  | Estádio Santa Cruz      | 0         | x | 1        | Torneio Laudo Natel                             | 26 | 22 | 28 |
| 77  | 12 de fevereiro de 1972 | Estádio Palma Travassos | 2         | x | 0        | Torneio Laudo Natel                             | 27 | 22 | 28 |
| 78  | 26 de março de 1972     | Estádio Santa Cruz      | 1         | x | 1        | Torneio 25 de Janeiro                           | 27 | 23 | 28 |
| 79  | 14 de maio de 1972      | Estádio Palma Travassos | 2         | x | 2        | Torneio 25 de Janeiro                           | 27 | 24 | 28 |
| 80  | 1 de outubro de 1972    | Estádio Santa Cruz      | 0         | x | 1        | Paulista A1                                     | 27 | 24 | 29 |
| 81  | 29 de novembro de 1972  | Estádio Palma Travassos | 1         | x | 0        | Paulista A1                                     | 28 | 24 | 29 |
| 82  | 21 de janeiro de 1973   | Estádio Palma Travassos | 0         | x | 1        | Torneio Laudo Natel                             | 28 | 24 | 30 |
| 83  | 28 de janeiro de 1973   | Estádio Santa Cruz      | 0         | x | 2        | Torneio Laudo Natel                             | 28 | 24 | 31 |
| 84  | 17 de junho de 1973     | Estádio Palma Travassos | 1         | x | 1        | Taça São Paulo                                  | 28 | 25 | 31 |
| 85  | 21 de outubro de 1973   | Estádio Santa Cruz      | 1         | x | 1        | Paulista A1                                     | 28 | 26 | 31 |
| 86  | 9 de dezembro de 1973   | Estádio Palma Travassos | 1         | x | 1        | Paulista A1                                     | 28 | 27 | 31 |
| 87  | 2 de março de 1974      | Estádio Palma Travassos | 0         | x | 2        | Taça Ribeirão Preto                             | 28 | 27 | 32 |
| 88  | 6 de março de 1974      | Estádio Santa Cruz      | 0         | x | 0        | Taça Ribeirão Preto                             | 28 | 28 | 32 |
| 89  | 20 de abril de 1974     | Estádio Santa Cruz      | 1         | x | 1        | Paulista A1                                     | 28 | 29 | 32 |
| 90  | 9 de junho de 1974      | Estádio Palma Travassos | 0         | x | 2        | Paulista A1                                     | 28 | 29 | 33 |
| 91  | 25 de agosto de 1974    | Estádio Palma Travassos | 1         | x | 2        | Paulista A1                                     | 28 | 29 | 34 |
| 92  | 20 de outubro de 1974   | Estádio Santa Cruz      | 1         | x | 3        | Paulista A1                                     | 28 | 29 | 35 |
| 93  | 19 de janeiro de 1975   | Estádio Palma Travassos | 1         | x | 0        | Torneio Laudo Natel                             | 29 | 29 | 35 |
| 94  | 6 de abril de 1975      | Estádio Santa Cruz      | 1         | x | 1        | Paulista A1                                     | 29 | 30 | 35 |
| 95  | 5 de outubro de 1975    | Estádio Santa Cruz      | 2         | x | 1        | Torneio José Ermirio de Moraes Filho            | 30 | 30 | 35 |
| 96  | 7 de dezembro de 1975   | Estádio Palma Travassos | 0         | x | 1        | Torneio José Ermirio de Moraes Filho            | 30 | 30 | 36 |
| 97  | 1 de fevereiro de 1976  | Estádio Palma Travassos | 0         | x | 1        | Torneio Vicente Feola                           | 30 | 30 | 37 |
| 98  | 7 de março de 1976      | Estádio Palma Travassos | 0         | x | 1        | Paulista A1                                     | 30 | 30 | 38 |
| 99  | 1 de maio de 1977       | Estádio Santa Cruz      | 0         | x | 1        | Paulista A1                                     | 30 | 30 | 39 |
| 100 | 17 de julho de 1977     | Estádio Palma Travassos | 1         | x | 1        | Paulista A1                                     | 30 | 31 | 39 |
| 101 | 6 de outubro de 1977    | Estádio Santa Cruz      | 1         | x | 0        | Torneio Seletivo Campeonato Brasileiro          | 31 | 31 | 39 |
| 102 | 9 de outubro de 1977    | Estádio Palma Travassos | 1         | x | 1        | Torneio Seletivo Campeonato Brasileiro          | 31 | 32 | 39 |
| 103 | 16 de outubro de 1977   | Estádio Santa Cruz      | 1         | x | 1        | Torneio Seletivo Campeonato Brasileiro          | 31 | 33 | 39 |
| 104 | 23 de abril de 1978     | Estádio Palma Travassos | 1         | x | 1        | Copa Brasil                                     | 31 | 34 | 39 |
| 105 | 17 de junho de 1978     | Estádio Santa Cruz      | 0         | x | 1        | Copa Brasil                                     | 31 | 34 | 40 |
| 106 | 5 de novembro de 1978   | Estádio Palma Travassos | 3         | x | 1        | Paulista A1                                     | 32 | 34 | 40 |
| 107 | 10 de dezembro de 1978  | Estádio Santa Cruz      | 3         | x | 1        | Paulista A1                                     | 33 | 34 | 40 |
| 108 | 15 de julho de 1979     | Estádio Palma Travassos | 1         | x | 0        | Paulista A1                                     | 34 | 34 | 40 |
| 109 | 14 de outubro de 1979   | Estádio Santa Cruz      | 0         | x | 1        | Paulista A1                                     | 34 | 34 | 41 |
| 110 | 19 de junho de 1980     | Estádio Santa Cruz      | 0         | x | 1        | Paulista A1                                     | 34 | 34 | 42 |
| 111 | 5 de outubro de 1980    | Estádio Palma Travassos | 0         | x | 1        | Paulista A1                                     | 34 | 34 | 43 |
| 112 | 8 de março de 1981      | Estádio Palma Travassos | 2         | x | 2        | Paulista A1                                     | 34 | 35 | 43 |
| 113 | 28 de março de 1981     | Estádio Santa Cruz      | 0         | x | 1        | Paulista A1                                     | 34 | 35 | 44 |
| 114 | 5 de julho de 1981      | Estádio Palma Travassos | 0         | x | 1        | Paulista A1                                     | 34 | 35 | 45 |
| 115 | 4 de outubro de 1981    | Estádio Santa Cruz      | 0         | x | 0        | Paulista A1                                     | 34 | 36 | 45 |
| 116 | 19 de setembro de 1982  | Estádio Palma Travassos | 2         | x | 0        | Paulista A1                                     | 35 | 36 | 45 |
| 117 | 14 de novembro de 1982  | Estádio Santa Cruz      | 0         | x | 0        | Paulista A1                                     | 35 | 37 | 45 |
| 118 | 10 de julho de 1983     | Estádio Palma Travassos | 0         | x | 0        | Paulista A1                                     | 35 | 38 | 45 |
| 119 | 16 de outubro de 1983   | Estádio Santa Cruz      | 0         | x | 1        | Paulista A1                                     | 35 | 38 | 46 |
| 120 | 25 de março de 1984     | Estádio Santa Cruz      | 0         | x | 2        | Copa Ray-o Vac                                  | 35 | 38 | 47 |
| 121 | 29 de abril de 1984     | Estádio Palma Travassos | 2         | x | 2        | Copa Ray-o Vac                                  | 35 | 39 | 47 |
| 122 | 9 de setembro de 1984   | Estádio Palma Travassos | 1         | x | 0        | Paulista A1                                     | 36 | 39 | 47 |
| 123 | 21 de outubro de 1984   | Estádio Santa Cruz      | 0         | x | 3        | Paulista A1                                     | 36 | 39 | 48 |
| 124 | 21 de julho de 1985     | Estádio Santa Cruz      | 0         | x | 2        | Paulista A1                                     | 36 | 39 | 49 |
| 125 | 29 de setembro de 1985  | Estádio Palma Travassos | 1         | x | 4        | Paulista A1                                     | 36 | 39 | 50 |
| 126 | 4 de maio de 1986       | Estádio Santa Cruz      | 2         | x | 2        | Paulista A1                                     | 36 | 40 | 50 |
| 127 | 20 de julho de 1986     | Estádio Palma Travassos | 0         | x | 0        | Paulista A1                                     | 36 | 41 | 50 |
| 128 | 18 de junho de 1992     | Estádio Palma Travassos | 3         | x | 1        | Amistoso –festejo aniversário de Ribeirão Preto | 37 | 41 | 50 |
| 129 | 21 de junho de 1992     | Estádio Santa Cruz      | 1         | x | 0        | Amistoso –festejo aniversário de Ribeirão Preto | 38 | 41 | 50 |
| 130 | 2 de março de 1994      | Estádio Santa Cruz      | 2         | x | 2        | Paulista A2                                     | 38 | 42 | 50 |
| 131 | 24 de abril de 1994     | Estádio Palma Travassos | 0         | x | 1        | Paulista A2                                     | 38 | 42 | 51 |
| 132 | 5 de fevereiro de 1995  | Estádio Palma Travassos | 3         | x | 0        | Paulista A2                                     | 39 | 42 | 51 |
| 133 | 23 de abril de 1995     | Estádio Santa Cruz      | 0         | x | 2        | Paulista A2                                     | 39 | 42 | 52 |
| 134 | 16 de agosto de 1995    | Estádio Santa Cruz      | 1         | x | 0        | Paulista A2                                     | 40 | 42 | 52 |
| 135 | 14 de julho de 1996     | Estádio Palma Travassos | 2         | x | 3        | Amistoso – Taça Eduardo José Farah              | 40 | 42 | 53 |
| 136 | 11 de setembro de 1996  | Estádio Santa Cruz      | 0         | x | 0        | Brasileiro Série C                              | 40 | 43 | 53 |
| 137 | 15 de setembro de 1996  | Estádio Palma Travassos | 0         | x | 2        | Brasileiro Série C                              | 40 | 43 | 54 |
| 138 | 18 de março de 1998     | Estádio Palma Travassos | 1         | x | 1        | Paulista A2                                     | 40 | 44 | 54 |
| 139 | 15 de abril de 1998     | Estádio Santa Cruz      | 2         | x | 2        | Paulista A2                                     | 40 | 45 | 54 |
| 140 | 18 de abril de 1999     | Estádio Santa Cruz      | 0         | x | 4        | Paulista A2                                     | 40 | 45 | 55 |
| 141 | 30 de maio de 1999      | Estádio Palma Travassos | 2         | x | 2        | Paulista A2                                     | 40 | 46 | 55 |
| 142 | 21 de setembro de 2003  | Estádio Santa Cruz      | 1         | x | 1        | Brasileiro Série C                              | 40 | 47 | 55 |
| 143 | 28 de setembro de 2003  | Estádio Palma Travassos | 0         | x | 1        | Brasileiro Série C                              | 40 | 47 | 56 |
| 144 | 14 de fevereiro de 2004 | Estádio Santa Cruz      | 2         | x | 2        | Paulista A2                                     | 40 | 48 | 56 |
| 145 | 21 de março de 2004     | Estádio Palma Travassos | 2         | x | 2        | Paulista A2                                     | 40 | 49 | 56 |
| 146 | 4 de julho de 2004      | Estádio Santa Cruz      | 1         | x | 0        | Copa FPF                                        | 41 | 49 | 56 |
| 147 | 7 de agosto de 2004     | Estádio Palma Travassos | 2         | x | 0        | Copa FPF                                        | 42 | 49 | 56 |
| 148 | 20 de março de 2005     | Estádio Palma Travassos | 1         | x | 1        | Paulista A2                                     | 42 | 50 | 56 |
| 149 | 15 de maio de 2005      | Estádio Santa Cruz      | 1         | x | 0        | Paulista A2                                     | 43 | 50 | 56 |
| 150 | 10 de agosto de 2005    | Estádio Santa Cruz      | 1         | x | 0        | Copa FPF                                        | 44 | 50 | 56 |
| 151 | 7 de setembro de 2005   | Estádio Palma Travassos | 1         | x | 1        | Copa FPF                                        | 44 | 51 | 56 |
| 152 | 30 de julho de 2006     | Estádio Santa Cruz      | 1         | x | 3        | Copa FPF                                        | 44 | 51 | 57 |
| 153 | 7 de setembro de 2006   | Estádio Palma Travassos | 1         | x | 2        | Copa FPF                                        | 44 | 51 | 58 |
| 154 | 4 de fevereiro de 2007  | Estádio Palma Travassos | 1         | x | 0        | Paulista A2                                     | 45 | 51 | 58 |
| 155 | 27 de fevereiro de 2008 | Estádio Santa Cruz      | 1         | x | 2        | Paulista A2                                     | 45 | 52 | 58 |
| 156 | 19 de julho de 2008     | Estádio Santa Cruz      | 0         | x | 1        | Copa Paulista                                   | 45 | 52 | 59 |
| 157 | 30 de agosto de 2008    | Estádio Palma Travassos | 2         | x | 1        | Copa Paulista                                   | 46 | 52 | 59 |
| 158 | 8 de agosto de 2009     | Estádio Santa Cruz      | 1         | x | 0        | Copa Paulista                                   | 47 | 52 | 59 |
| 159 | 19 de setembro de 2009  | Estádio Palma Travassos | 1         | x | 1        | Copa Paulista                                   | 47 | 53 | 59 |
| 160 | 23 de julho de 2011     | Estádio Santa Cruz      | 1         | x | 1        | Copa Paulista                                   | 47 | 54 | 59 |
| 161 | 3 de setembro de 2011   | Estádio Palma Travassos | 1         | x | 1        | Copa Paulista                                   | 47 | 55 | 59 |
| 162 | 28 de janeiro de 2012   | Estádio Santa Cruz      | 2         | x | 1        | Paulista A1                                     | 48 | 55 | 59 |
| 163 | 5 de agosto de 2012     | Estádio Santa Cruz      | 0         | x | 3        | Copa Paulista                                   | 48 | 55 | 60 |
| 164 | 8 de setembro de 2012   | Estádio Palma Travassos | 1         | x | 1        | Copa Paulista                                   | 48 | 56 | 60 |
| 165 | 8 de março de 2014      | Estádio Santa Cruz      | 0         | x | 1        | Paulista A1                                     | 48 | 56 | 61 |
| 166 | 20 de agosto de 2014    | Estádio Santa Cruz      | 1         | x | 1        | Copa Paulista                                   | 48 | 57 | 61 |
| 167 | 6 de setembro de 2014   | Estádio Palma Travassos | 3         | x | 0        | Copa Paulista                                   | 49 | 57 | 61 |
| 168 | 21 de setembro de 2021  | Arena Eurobike          | 0         | x | 0        | Copa Paulista                                   | 49 | 58 | 61 |
| 169 | 12 de outubro de 2021   | Estádio Palma Travassos | 0         | x | 0        | Copa Paulista                                   | 49 | 59 | 61 |
| 170 | 26 de julho de 2022     | Arena Eurobike          | 0         | x | 1        | Copa Paulista                                   | 49 | 59 | 62 |
| 171 | 30 de agosto de 2022    | Estádio Palma Travassos | 1         | x | 3        | Copa Paulista                                   | 49 | 59 | 63 |
| 172 | 09 de julho de 2024     | Arena Nicnet            | 1         | x | 4        | Copa Paulista                                   | 49 | 59 | 64 |
| 173 | 09 de agosto de 2024    | Estádio Palma Travassos | 0         | x | 0        | Copa Paulista                                   | 49 | 60 | 64 |
| 174 | 02 de julho de 2025     | Estádio Palma Travassos | 1         | x | 0        | Copa Paulista                                   | 50 | 60 | 64 |
| 175 | 06 de agosto de 2025    | Arena Nicnet            | 2         | x | 0        | Copa Paulista                                   | 51 | 60 | 64 |

### Clássicos realizados nos estádios de Ribeirão Preto e Goiânia
| \| Números do Botafogo no Santa Cruz \| Números do Botafogo no Santa Cruz \| Números do Botafogo no Santa Cruz \| Números do Botafogo no Santa Cruz \| \| \| \| \| \| J \| V \| E \| D \| GP \| GC \| SG \| AP \| \| --------------------------------------- \| --------------------------------- \| --------------------------------- \| --------------------------------- \| -- \| -- \| --- \| ------ \| \| 56 \| 25 \| 20 \| 11 \| 68 \| 41 \| 27 \| 56.55% \| \| Números do Botafogo no Luís Pereira \| \| \| \| \| \| \| \| \| J \| V \| E \| D \| GP \| GC \| SG \| AP \| \| 25 \| 12 \| 07 \| 06 \| 43 \| 31 \| 12 \| 57.33% \| \| Números do Comercial no Palma Travassos \| \| \| \| \| \| \| \| \| J \| V \| E \| D \| GP \| GC \| SG \| AP \| \| 62 \| 15 \| 25 \| 22 \| 67 \| 70 \| -03 \| 38.17% \| \| Números do Comercial no Costa Coelho \| \| \| \| \| \| \| \| \| J \| V \| E \| D \| GP \| GC \| SG \| AP \| \| 11 \| 04 \| 04 \| 03 \| 21 \| 19 \| 02 \| 48.48% \| \| Números do Comercial na Rua Tibiriçá \| \| \| \| \| \| \| \| \| J \| V \| E \| D \| GP \| GC \| SG \| AP \| \| 20 \| 15 \| 02 \| 03 \| 54 \| 23 \| 31 \| 78.33% \| \| Números do Come-Fogo em Goiânia \| \| \| \| \| \| \| \| \| J \| V \| E \| D \| GP \| GC \| SG \| AP \| \| 01 \| 00 \| 01 \| 00 \| 01 \| 01 \| 00 \| 33.33% \| |    |    |    |    |    |     |        |
| |    |    |    |    |    |     |        |
| Números do Botafogo no Santa Cruz |    |    |    |    |    |     |        |
| J | V  | E  | D  | GP | GC | SG  | AP     |
| 56 | 25 | 20 | 11 | 68 | 41 | 27  | 56.55% |
| Números do Botafogo no Luís Pereira |    |    |    |    |    |     |        |
| J | V  | E  | D  | GP | GC | SG  | AP     |
| 25 | 12 | 07 | 06 | 43 | 31 | 12  | 57.33% |
| Números do Comercial no Palma Travassos |    |    |    |    |    |     |        |
| J | V  | E  | D  | GP | GC | SG  | AP     |
| 62 | 15 | 25 | 22 | 67 | 70 | -03 | 38.17% |
| Números do Comercial no Costa Coelho |    |    |    |    |    |     |        |
| J | V  | E  | D  | GP | GC | SG  | AP     |
| 11 | 04 | 04 | 03 | 21 | 19 | 02  | 48.48% |
| Números do Comercial na Rua Tibiriçá |    |    |    |    |    |     |        |
| J | V  | E  | D  | GP | GC | SG  | AP     |
| 20 | 15 | 02 | 03 | 54 | 23 | 31  | 78.33% |
| Números do Come-Fogo em Goiânia |    |    |    |    |    |     |        |
| J | V  | E  | D  | GP | GC | SG  | AP     |
| 01 | 00 | 01 | 00 | 01 | 01 | 00  | 33.33% |

## Campeonato Brasileiro
O Come-Fogo no Campeonato Brasileiro da 1ª Divisão:
- «Comercial 1 x 1 Botafogo, 23 de abril de 1978, 24.253, Estádio Palma Travassos.»
- «Botafogo 1 x 0 Comercial 17 de junho de 1978, 13.054, Estádio Santa Cruz.»

## Sobre o clássico
O único Come-Fogo não disputado em Ribeirão Preto ocorreu a 21 de março de 1965, na cidade de Goiânia, terminando em 1 a 1.
Os demais clássicos foram disputados na Rua Tibiriçá (Estádio do Comercial, de 1911 a 1936), em Luiz Pereira (Estádio do Botafogo, de 1918 a 1968), Costa Coelho (Estádio do Comercial, de 1954 a 1964), Palma Travassos (Estádio do Comercial, desde 1964) e Santa Cruz (Estádio do Botafogo, desde 1968).